# Pelagodoxinae
Pelagodoxinae, podtribus palmi smješten u tribus Areceae, potporodica Arecoideae.
Sastoji se od dva roda, jedan sa Markižanskog otočja (tipični, sa dvije vrste), i jedan sa Nove Gvineje (monospecifičan). Ovaj podtribus ponekad se tretira kao tribus Pelagodoxeae.

## Rodovi
1. Pelagodoxa Becc. ex Bois (2 spp.)
2. Sommieria Becc. (1 sp.)